# Bancor
Bancor je název jednotné globální měny, kterou na konci druhé světové války v Bretton Woods navrhoval John Maynard Keynes, měna nicméně nebyla realizována. 
Podle Keynese měla být Bancor neutrální měnou se samoregulací proti zvyšování schodků mezi dluhy a kumulujícími pohledávkami, v níž mělo být uskutečňováno veškeré obchodování. Měla být též kryta 30 komoditami, jejichž hodnoty by současně stabilizovala, a jednou z nichž mělo být zlato.